# Уч-Курганская ГЭС
Уч-Курганская ГЭС (Учкурганская ГЭС) — гидроэлектростанция на реке Нарын в посёлке Шамалды-Сай Джалалабадской области, Кыргызстан. Первая по времени строительства гидроэлектростанция на Нарыне, введена в эксплуатацию в 1961 году. Эксплуатируется ОАО «Электрические станции», входит в филиал «Предприятие строящихся ГЭС». В 2024 году началась модернизация ГЭС для увеличения срока службы и повышения общей мощности.

## Общие сведения
Уч-Курганская ГЭС является русловой гидроэлектростанцией (здание ГЭС входит в состав напорного фронта). Установленная мощность электростанции — 189 МВт, располагаемая мощность — 175 МВт, проектная среднегодовая выработка электроэнергии — 820 млн кВт·ч. Сооружения гидроузла включают в себя:
- левобережную земляную плотину из гравелисто-галечникового грунта с экраном из супеси длиной 2882 м и максимальной высотой 31 м;
- водосливную плотину длиной 27 м и максимальной высотой 37 м, расположенную справа от здания ГЭС. Плотина имеет один пролёт шириной 12 м, оборудованный плоским затвором, и рассчитана на пропуск 954 м³/с воды при НПУ;
- здание ГЭС длиной 100 м и высотой 56 м, совмещённое с восемью донными водосбросами, общей пропускной способностью 2296 м³/с при НПУ;
- левобережный и правобережный ирригационные водовыпуски.

В здании ГЭС установлены 4 вертикальных гидроагрегата, три из мощностью по 45 МВт и один мощностью 54 МВт, два из которых оборудованы поворотно-лопастными турбинами ПЛ 577-ВБ-500, работающими при расчётном напоре 29 м и один (на гидроагрегате № 2) — поворотно-лопастной двухперовой турбиной ПЛ 707-ВБ-500, работающей при расчётном напоре 26,75 м. Гидротурбины на гидроагрегатах мощностью 45 МВт изготовлены Ленинградским металлическим заводом, на гидроагрегате мощностью 54 МВт — китайской фирмой. Турбины на гидроагрегатах мощностью 45 МВт приводят в действие гидрогенераторы СВ 845/150-52, изготовленные предприятием «Электросила». Электроэнергия с генераторов на напряжении 10,5 кВ подается на два трёхфазных силовых трансформатора ТДЦ-125000/110 УХЛ1, а с них через открытое распределительное устройство (ОРУ) 110 кВ — в энергосистему по трём линиям электропередачи.
Напорные сооружения ГЭС образуют небольшое водохранилище площадью 4 км², его проектная полная и полезная ёмкость водохранилища составляет 52,5 и 20,9 млн м³ соответственно, фактическая (после заиления в период эксплуатации) — 16,4 и 3,2 млн м³ соответственно, что позволяет осуществлять суточное регулирование стока. Отметка нормального подпорного уровня водохранилища составляет 539,5 м, форсированного подпорного уровня — 540,8 м, уровня мёртвого объёма — 538,5 м.

## История
Створ станции был выбран инженером Кузнецовым ещё в 1913 году. Первая схема гидроэнергетического использования Нарына была разработана академиком И. Г. Александровым в 1931 году и предусматривала строительство 8 ГЭС общей мощностью 1868 МВт. Разработка проектного задания Уч-Курганской ГЭС была начата Среднеазиатским отделением института «Гидропроект» в 1951 году и завершена в 1953 году, проект станции предусматривал ряд необычных технических решений, таких как совмещение здания ГЭС с донными водосбросами для промывки водохранилища от наносов, а также монтаж экспериментальной двухперовой турбины. Строительство станции было начато в 1956 году строительным управлением «Нарынгидроэнергострой», образованном в том же году на базе строительного управления «Ферганэнергострой». Река Нарын была перекрыта в январе 1959 года, первый гидроагрегат был пущен 30 декабря 1961 года, второй — 3 июня 1962 года, третий — 7 сентября 1962 года, четвёртый — 5 ноября 1962 года. Строительство Уч-Курганской ГЭС создало предпосылки для сооружения гораздо более мощной Токтогульской ГЭС — в ходе возведения станции был создан опытный коллектив строителей, с Уч-Курганской ГЭС была проведена линия электропередачи для энергоснабжения стройплощадки Токтогульской ГЭС.

### Модернизация
За более чем 50-летний период эксплуатации оборудование Уч-Курганской ГЭС достигло высокой степени износа, в связи с чем начата реализация проекта модернизации станции. Предусматривается замена гидроагрегатов, силовых трансформаторов, генераторных выключателей, распределительного устройства, гидромеханического оборудования, укрепление гидротехнических сооружений, очистка водохранилища от наносов. Общая стоимость проекта оценивается в $160 млн, из которых $100 млн — грант и кредит Азиатского банка развития, 45 млн — кредит Евразийского банка развития. Проект планируется реализовать в 2020—2025 годах, после модернизации мощность всей ГЭС увеличится до 216 МВт (на 20%), за счет увеличения мощности каждого гидроагрегата на 9 МВт. В результате реконструкции срок службы увеличится до 30 лет.
В 2021 году был заключён контракт на замену оборудования станции с китайскими компаниями China National Electric Engineering Company (CNEEC) и DongFang Electric Machinery. В 2024 году был модернизирован гидроагрегат №4, его мощность возросла на 9 МВт. На 2025 года велись работы по замене остальных гидроагрегатов.